# Apomyrma
Apomyrma é um gênero de insetos, pertencente a família Formicidae.

## Espécies
- Apomyrma stygia
- Apomyrma undet